# Інцидент у Вундед-Ні (1973)
43°08′49″ пн. ш. 102°22′19″ зх. д. / 43.1469° пн. ш. 102.372° зх. д.
27 лютого 1973 року поселення Вундед-Ні («Поранене коліно»), розташоване в резервації Пайн-Ридж (штат Південна Дакота), яке налічувало 40 жителів, захопили послідовники Руху американських індіанців (РАІ) — руху борців за права індіанців. 29 грудня 1890 року тут мало місце відоме зіткнення між сіу й армією США, внаслідок якого загинули більше 150 індіанців, серед яких жінки і діти. Через це селище Вундед-Ні й обрано для проведення акції. Виступ почався після невдалої спроби змістити племінного вождя оглала лакота Діка (Річарда) Вільсона, обвинуваченого в численних зловживаннях владою.

## Окупація
Після прибуття у Вундед-Ні, активісти (за різними даними від 200 до 300 осіб) на чолі з Расселом Мінсом і Деннісом Бенксом взяли на себе командування над селищем, заявивши, що вони стверджують у ньому традиційне племінне правління, незалежне від маріонеткового уряду резервації Пайн-Ридж. Селище оголошено територією, вільною від блідолицих, незалежною індіанською державою.
Вони програбували торговий пункт, взяли 11 мешканців у заручники, забарикадувалися в церкві і викопали окопи на пагорбі. Їхні вимоги: перевірка всіх угод між урядом США та індіанцями (371 угода) сенатором Фулбрайтом у комісії сенату з іноземних справ; розслідування ставлення Міністерства внутрішніх справ і Бюро у справах індіанців (БСІ) до індіанців-оглала іншою комісією під керівництвом Теда Кеннеді; зміщення з посади членів племінної ради і зміна законодавства племені, яке сягає корінням ще до Закону про реорганізацію індіанців 1934 року, пережитку часів Рузвельта.
Наступного ранку більше 100 американських поліцейських перегородили всі дороги на Вундед-Ні. Спочатку до місця заворушень прилетіли два сенатори, вели перемовини з повстанцями і з подивом дізналися, що заручники, виявляється, співпрацюють з повстанцями і можуть у будь-який момент покинути селище. Однак, те, що спочатку було задумано як символічне протистояння, яке мало привернути увагу уряду до ситуації корінних американців, вилилося в 71-денний збройний конфлікт на американській території, найдовший з часів громадянської війни в США, в якому «загарбники» ведуть перестрілку з поліцією, агентами ФБР, військовими радниками і поліцією племені. Журнал «Рампартс» визначав ситуацію як «нові індіанські війни». Газетною сенсацією стає також і присутність Вільяма Канстлера, знаменитого «нового лівого» захисника, серед клієнтів якого були Мартін Лютер Кінг, Малколм Ікс, Стоклі Кармайкл, Боббі Сіл, «чиказька сімка». Преса також не могла обійти увагою символічне значення візиту Ральфа Ебернеті, до якого 1968 року після вбивства Мартіна Лютера Кінга перейшло головування на Південній Конференції Християнських Лідерів, одній із найвпливовіших організацій чорношкірих у боротьбі за громадянські права в 1960-х роках. У своїй промові 7 березня він провів паралель між афроамериканським і індіанським рухом за громадянські права і висловився з цього приводу так: «Нехай [Вундед-Ні] покаже американцям, що два великих народи, які в минулому окремо один від одного терпіли страждання, хочуть у майбутньому разом боротися за справедливість».

## Передісторія
У середині 1972 року Рассел Мінс, який тоді був директором Індіанського центру в одній із резервацій племені лакота і творцем клівлендського відділення РАІ, брав активну участь у поході «Стежка порушених угод» і був одним з його керівників. Члени Руху американських індіанців написали маніфест з 20 вимог. Учасники маршу принесли маніфест у Вашингтон, однак федеральна влада відмовилися прийняти делегацію. Тоді сіу захопили будівлю Бюро у справах індіанців і утримували її сім днів. Консервативні племінні лідери затаврували учасників походу як «ренегатів» і «маоїстів». Через деякий час Мінс повернувся в Пайн-Ридж для участі в зборах Асоціації землевласників сіу, членом якої він був. Однак голова племінної ради оглала Дік Вільсон домігся судового припису, що забороняв Мінсу та іншим членам РАІ виступати з промовами або проводити збори в резервації.
26 лютого 1973 року Мінс очолив у Кастері демонстрацію протесту індіанців проти вбивства расистами індіанця-оглала Веслі Бика З Поганим Серцем (убитий ударом ножа в груди, білих убивць виправдали). Кілька тижнів потому вожді і старійшини племені й організація «За цивільні права оглала» попросили підтримки Мінса для притягнення до судової відповідальності самого Діка Вільсона за численні зловживання службовим становищем. Після нетривалої зустрічі з Вільсоном, яка нічого не дала, Мінса жорстоко побили «за свою політичну діяльність» підручні голови племінної ради.
За деякими відомостями, від рук приватної міліції Вільсона загинули десятки опонентів племінного уряду.
У низці російськомовних джерел викладається легенда, що до заворушень 1973 року індіанців сподвиг перегляд художнього фільму «Сини Великої Ведмедиці» виробництва НДР з Гойко Митичем у головній ролі; тому американська влада події у Вунден-Ні нібито оголосила «провокацією КДБ і „Штазі“», а Митичу заборонено в'їзд на територію США. В англомовних джерелах, що описують інцидент, подібні твердження відсутні.

## Підсумки
Опір закінчився 8 травня за посередництва Національної ради церков підписанням угоди та здачею повстанців. Білий дім погодився розглянути звинувачення проти племінної ради в корупції та порушенні громадянських прав, а також заново розглянути угоду у форті Ларамі від 1868 року, за якою племені сіу належать більші частини Північної і Південної Дакоти, Монтани, Вайомінгу і Небраски.
За час повстання внаслідок неодноразових перестрілок загинуло двоє повстанців: Бадді Ламонт і Френк Клірвотер і 13 індіанців поранено; серед американських поліціянтів поранено двоє. Після повстання його керівник Денніс Бенкс десять років переховувався в підпіллі.